# Domenick Lombardozzi
Domenico Lombardozzi, detto Domenick (New York, 25 marzo 1976), è un attore statunitense.

## Biografia
Nato a New York nel 1976, di origini molisane, venne lanciato da Robert De Niro nel film Bronx del 1993. Ha avuto piccoli ruoli in vari film, tra cui quello di Big Ernie in The Gambler e del mafioso Gilbert Catena in Nemico Pubblico - Public Enemies di Michael Mann (con cui lavorò precedentemente in Miami Vice). È noto principalmente per aver ricoperto i ruoli di Ralph Capone (fratello del più noto Al) in Boardwalk Empire - L'impero del crimine oltre che per i suoi ruoli in Rosewood e The Wire.

## Filmografia parziale

### Cinema
- Bronx, regia di Robert De Niro (1993)
- Baciami Guido (Kiss Me, Guido), regia di Tony Vitale (1997)
- Studio 54 (54), regia di Mark Christopher (1998)
- Strade laterali, regia di Tony Gerber (1998)
- Love In The Time Of Money, regia di Peter Mattei (2002)
- In linea con l'assassino (Phone Booth), regia di Joel Schumacher (2002)
- S.W.A.T. - Squadra speciale anticrimine (S.W.A.T.), regia di Clark Johnson (2003)
- Prova a incastrarmi - Find Me Guilty (Find Me Guilty), regia di Sidney Lumet (2006)
- Il colore del crimine (Freedomland), regia di Joe Roth (2006)
- Miami Vice, regia di Michael Mann (2006)
- Sympathetic Details, regia di Benjamin Busch (2008)
- Nemico pubblico - Public Enemies (Public Enemies), regia di Michael Mann (2009)
- Come lo sai (How Do You Know), regia di James L. Brooks (2010)
- Life's a Beach, regia di Tony Vitale (2010)
- Blood Ties - La legge del sangue (Blood Ties), regia di Guillaume Canet (2013)
- Cose nostre - Malavita (The Family), regia di Luc Besson (2013)
- God's Pocket, regia di John Slattery (2014)
- The Gambler, regia di Rupert Wyatt (2014)
- The Wannabe, regia di Nick Sandow (2015)
- Il ponte delle spie (Bridge of Spies), regia di Steven Spielberg (2015)
- Un uomo tranquillo (Cold Pursuit), regia di Hans Petter Moland (2019)
- The Irishman, regia di Martin Scorsese (2019)
- Il re di Staten Island (The King of Staten Island), regia di Judd Apatow (2020)
- Boogie, regia di Eddie Huang (2021)
- Armageddon Time - Il tempo dell'apocalisse (Armageddon Time), regia di James Gray (2022)
- Reptile, regia di Grant Singer (2023)

### Televisione
- Law & Order - I due volti della giustizia (Law & Order) - serie TV, episodio 9x21 (1999)
- Oz - serie TV, 2 episodi (2000)
- The Wire - serie TV, 60 episodi (2002-2008)
- Law & Order - Il verdetto (Law & Order: Trial by Jury) - serie TV, episodio 1x10 (2005)
- Entourage - serie TV, 3 episodi (2006-2008)
- Law & Order: Criminal Intent - serie TV, episodio 8x06 (2009)
- 24 - serie TV, episodio 8x03 (2010)
- Bored to Death - Investigatore per noia (Bored To Death) - serie TV, episodio 2x03 (2010)
- I signori della fuga (Breakout Kings) - serie TV, 23 episodi (2011-2012)
- Chicago Fire - serie TV, episodio 1x24 (2013)
- Blue Bloods - serie TV, episodio 4x11 (2013)
- Boardwalk Empire - L'impero del crimine (Boardwalk Empire) - serie TV, 13 episodi (2013-2014)
- Deadbeat - serie TV, episodio 1x09 (2014)
- The Winklers - film TV (2014)
- The Good Wife - serie TV, episodio 6x11 (2015)
- Rosewood - serie TV, 44 episodi (2015-2017)
- Daredevil - serie TV, episodio 1x08 (2015)
- The Adventures Of Mr. Clown - serie TV, 5 episodi (2015)
- Sneaky Pete - serie TV, 2 episodi (2015-2017)
- L'arte del dubbio - serie TV, episodio 1x01 (2017)
- MacGyver - serie TV, 2 episodi (2017)
- Ray Donovan – serie TV, 10 episodi (2018-2019)
- Power - serie TV, 5 episodi (2018-2019)
- Magnum P.I. – serie TV, 5 episodi (2018-2022)
- Mrs. Fletcher - miniserie TV, 5 puntate (2019)
- The Deuce - La via del porno (The Deuce) – serie TV, 4 episodi (2019)
- Billions – serie TV, episodi 5x06, 5x09 (2020-2021)
- We Own This City - Potere e corruzione (We Own This City) – miniserie TV, 4 puntate (2022)
- Tulsa King - serie TV (2022-in corso)
- Reacher – serie TV, 6 episodi (2023)

## Doppiatori italiani
Nelle versioni in italiano delle opere in cui ha recitato, Domenick Lombardozzi è stato doppiato da:
- Francesco Sechi in Cose nostre - Malavita, Magnum P.I., Reacher, High Potential
- Stefano Alessandroni ne I signori della fuga, Blood Ties - La legge del sangue, Armageddon Time - Il tempo dell'apocalisse
- Massimo Bitossi in God's Pocket, Mrs. Fletcher, Reptile
- Enzo Avolio in Boardwalk Empire - L'impero del crimine, Un uomo tranquillo
- Edoardo Siravo ne Il ponte delle spie, The Good Wife
- Andrea Ward in Sneaky Pete, Daredevil
- Paolo Marchese in The Irishman, Billions (ep. 5x09)
- Massimo De Ambrosis in Bronx
- Pasquale Anselmo in Oz
- Nicola Braile in In linea con l'assassino
- Gianluca Machelli in Carlito's Way - Scalata al potere
- Alessandro Ballico in 24
- Stefano De Sando in The Wire
- Domenico Strati in Entourage
- Achille D'Aniello in Miami Vice
- Francesco Orlando in Law & Order: Criminal Intent
- Angelo Maggi in Blue Bloods
- Alberto Bognanni in The Gambler
- Roberto Draghetti in Rosewood
- Fabrizio Russotto ne La fantastica signora Maisel
- Alessandro Quarta in Ray Donovan
- Saverio Indrio ne Il re di Staten Island
- Roberto Certomà in We Own This City - Potere e corruzione
- Gianluca Tusco in Tulsa King